# Novozelandska vaterpolska reprezentacija
Novozelandska vaterpolska reprezentacija predstavlja državu Novi Zeland u športu vaterpolu.
Krovna ustanova:

## Povijest
3. rujna 1994. u drugom kolu natjecanja po skupinama na SP-u Novi Zeland izgubio je od Hrvatske 35:1. To je najveći poraz u povijesti svjetskih prvenstava.

## Nastupi naSP-ima
Od velikih natjecanja nastupali su samo par puta na svjetskim prvenstvima.
- 1982.: 16. mjesto
- 1991.: 16. mjesto
- 1994.: 16. mjesto
- 1998.: 16. mjesto
- 2007.: 15. mjesto
- 2013.: 16. mjesto
- 2019.: 16. mjesto

## Sastavi
- SP 2007.: Ben Tait, Richard Claridge, Christopher Broome, Matthew Payne, Nicholas Grieve, Shaun Venter, Lachlan Tijsen, Rob Tindall, Zoltan Boros, Jacques Venter, Timothy Grace, David Broome, John Love.
izbornik: Davor Carević
- SP 2019.: Sid Dymond, Matthew Lewis, Rowan Brown, Ryan Pike, Nicholas Stankovich, Matthew Small, Anton Sunde, Joshua Potaka, Sean Bryant, Matthew Bryant, Louis Clark, Sean Newcombe, Bae Fountain; izbornik Davor Carević